# Ridgefield
Ridgefield, kommun (town) i Fairfield County, Connecticut, USA med cirka 23 643 invånare (2000).  Den har enligt United States Census Bureau en area på 90,6 km².